# 火红的萨日朗
《火红的萨日朗》是乌兰托娅演唱的一首歌曲，由刘新圈作词、郭永利作曲，发行于2012年2月3日，收录在专辑《火红的萨日朗》中。该作品以清新自然的风格为主，也融入了流行元素，被众多广场舞爱好者所喜爱。

## 简介
歌曲《火红的萨日朗》创作于2011年，最初于2012年2月3日发布。《火红的萨日朗》是歌曲《套马杆》的词作者刘新圈和曲作者郭永利为乌兰托娅量身打造的又一支歌曲。
2012年10月，《火红的萨日朗》收录于乌兰托娅第四张个人专辑《新套马杆》。
《火红的萨日朗》自发布以后，截止到2013年初，受到了各大媒体的广泛关注，试听和下载量飙升，受到众多听众的喜爱和追捧，成为在多家音乐排行榜、电视、电台等主流媒体的热播金曲。
2015年，《火红的萨日朗》夏日激情版发布。
2019年11月底，随着拥有近280万粉丝的网红“要不要买菜”在自己的抖音账号上发布了自己弹唱《火红的萨日朗》的视频，这首歌再次火了起来，甚至渐渐成为了刷屏神曲，引起了众多网友的跟唱和改编。